# Leeds City Football Club
Il Leeds City Football Club è stata la principale società calcistica professionistica di Leeds, in Inghilterra, prima della prima guerra mondiale. Fu sciolta nel 1919 a causa di irregolarità finanziarie, dopo di che in sua sostituzione fu costituito il Leeds Utd.

## Storia
Il club fu fondato nel 1904 e adottò i colori della città di Leeds, blu giallo e bianco. Nel 1905 fu ammesso alla Football League. Il ruolo di segretario del club, che all'epoca comprendeva mansioni che oggi sono appannaggio dell'allenatore, fu ricoperto fino al 1908 da Gilbert Gillies, poi rimpiazzato da Frank Scott-Walford prima della nomina, nel 1912, di Herbert Chapman, sotto la cui guida il club colse il quarto posto in Second Division.
Il Leeds City militò sempre in Second Division, ma durante la prima guerra mondiale vinse molti onori militari sotto Chapman. Alla fine del conflitto mondiale, scoppiò uno scandalo che coinvolse la società, accusata di irregolarità finanziarie e la violazione del divieto di retribuire i calciatori durante la guerra. La tempesta che investì il club portò allo scioglimento della squadra nel 1919. L'espulsione dalla Football League dopo otto giornate della stagione agonistica 1919-1920 fu una severa punizione per le azioni dei dirigenti del club, che si rifiutarono di collaborare con la giustizia e di consegnare i registri contabili del sodalizio alla FA al fine di consentire il procedere dell'inchiesta.
Al posto del Leeds United, fu ripescato il Port Vale, che ereditò i risultati e il calendario dei primi. Il 17 ottobre 1919 al Metropole Hotel di Leeds si tenne un'asta in cui furono messi in vendita il parco giocatori e altri beni del club. I sedici membri della squadra furono comprati da nove altri club in cambio di 9 250 sterline.
| Giocatore            | Club acquirente  | Prezzo (sterline) |
| -------------------- | ---------------- | ----------------- |
| Billy McLeod         | Notts County     | £1 250            |
| Harry Millership     | Rotherham County | £1 000            |
| John Hampson         | Aston Villa      | £1 000            |
| Willis Walker        | South Shields    | £800              |
| Tommy Lamph          | Manchester City  | £800              |
| James Edmondson      | Sheffield Weds   | £800              |
| William Hopkins      | South Shields    | £600              |
| George Affleck       | Grimsby Town     | £500              |
| Ernest Goodwin       | Manchester City  | £500              |
| Billy Kirton         | Aston Villa      | £500              |
| William Ashurst      | Lincoln City     | £500              |
| Fred Linfoot         | Lincoln City     | £250              |
| Herbert Lounds       | Rotherham County | £250              |
| Arthur Wainwright    | Grimsby Town     | £200              |
| Billy Short          | Hartlepool Utd   | £200              |
| Francis Chipperfield | Lincoln City     | £100              |

Al posto del Leeds City nacque il Leeds Utd, che si iscrisse alla Football League l'anno dopo. 